# Кохання на першій сторінці
«Кохання на першій сторінці» (пол. «Miłość na pierwszą stronę») — польська романтична комедія режисерки Марії Садовської. Прем'єра запланована на 7 жовтня 2022 року.

## Сюжет
Матильда (Ольга Боладзь) починає працювати папараці, знайомиться з Робертом (Пйотр Страмовський), сином президентської пари. Герої закохуються один в одного і натрапляють на численні труднощі.

## Акторський склад
| Актор                     | Роль                         |
| ------------------------- | ---------------------------- |
| Ольга Боладзь             | Матильда                     |
| Пйотр Страмовський        | Роберт Джевецький            |
| Магдалена Шейбал          | Маріка                       |
| Рафал Завєрюха            | Лукаш «Крупнік» Крупінський  |
| Магдалена Колеснік        | Аманда                       |
| Анна Димна                | пані Стася                   |
| Матеуш Дамєцький          | Томас                        |
| Наталія Вольська          | Криська                      |
| Єва Телеґа                | Ізабела Джевецька            |
| Марек Влодарчик           | Костянтин Джевецький         |
| Домініка Ґвіт-Дунашевська | охоронець у відділку поліції |
| Ада Фіял                  | журналіст                    |
| Кінга Ясік                | Кінія                        |
| Сандра Косєльняк          | Віка                         |
| Катажина Квятковська      | куратор галереї              |
| Матеуш Войтасінський      | Обігрівач                    |
| Томаш Освецінський        | Михайло «Борута» Борутський  |
| Ізабела Яначовська        | у ролі самого себе           |
| Барбара Курдей-Шатан      | у ролі самого себе           |
| Марія Садовська           | у ролі самого себе           |
| Артур Барцис              | безхатько                    |
| Збігнєв Замаховський      | лікар                        |

## Виробництво
Фільмування почалося в травні 2021 року і відбувається у Варшаві та її околицях.